# Corsarios (El Ala Oeste)
 Corsarios  es el décimo octavo capítulo de la cuarta temporada de la serie dramática El Ala Oeste.

## Argumento
Un glaciar que se ha derretido en Alaska ha producido una gran inundación con varios muertos. Leo se encarga de la situación de emergencia mientras reflexiona sobre el cambio climático. Entre otros, se entrevista con una hidroclimatóloga que le comenta que la temperatura en Alaska ha subido 7 grados en los últimos años. Finalmente decide politizar la tragedia, a lo que se apunta Will para que todo el mundo sepa qué lo ha provocado. Ha pasado por ignorar imprudentemente las consecuencias del cambio climático.
La Presidenta de las Hijas de la Revolución Americana, Marion Cotesworth-Haye, (su nombre produce la hilaridad de C.J.) se plantea boicotear la recepción en la Casa Blanca porque la primera dama, que pertenece a esta asociación, es descendicente de un corsario. Zoey va a convertirse en un miembro más y de paso le manda a Charlie Young un correo electrónico pidiéndole que no la persigue; tiene un novio francés llamado Jean Paul que se pasará la noche drogado. El ayudante del Presidente Bartlet se niega y vuelve a declararse a la hija de este.
La primera dama Abigail Bartlet le pide a Amy Gardner que el presidente vete la ley de Ayuda Internacional por la Enmienda Mordaza: no se darán ayudas a clínicas del tercer mundo que informen sobre el aborto. A pesar de entrevistarse con Josh, Leo y varios miembros del gabinete no consigue lo que le piden y sufre varias novatadas en su primer día en la Casa Blanca. La ley se aprobará a pesar de la enmienda. Además, durante la recepción Donna debe vigilar al acompañante de una invitada por su pasado conflictivo.
Por último Burt Ganz, antiguo responsable de investigación científica de una empresa química, va a desertar y testificará en contra de esta. Al parecer tres de sus vertederos controlados tienen altos niveles de partículas cancerígenas. Su miedo a una investigación criminal hará que utilice a Toby para conseguir inmunidad en el proceso que se iniciará. Todo sea porque el gabinete consiga un triunfo mas contra las empresas contaminantes.

## Curiosidades
- En el capítulo se dice que el aumento de la temperatura en Alaska es de 7 grados en los últimos 30 años, cuando en realidad es de poco más de 2 grados.[1]

- El personaje de Burt Ganz, mezquino y ruin, es idea de Aaron Sorkin. Representa a muchos altos directivos de empresas de los Estados Unidos. Después de 3 años en los que no tenía en consideración la salud de la gente, finalmente traiciona a su empresa para librarse de la cárcel.[1]

## Premios
- Nominada a la mejor actriz para los Premios Emmy: Stockard Channing.[1]

## Enlaces
- Enlace al Imdb
- Guía del Episodio (en inglés).